# عشرين وعشرة
عشرون وعشرة هي رواية أطفال أمريكية كتبتها كلير هوشيت بيشوب ورسما ويليام بين دو بوا، نُشرت لأول مرة في عام 1952 من قبل مطبعة فايكنغ. وفي عام 1973 أعيد نشرها مع بعض التنقيحات الطفيفة تحت عنوان "الكهف السري". 
تدور أحداث الرواية في بوفالون، الرون، فرنسا عام 1944 قرب نهاية الاحتلال النازي، وهي قصة عن عشرين طالبًا فرنسيًا في الصف الخامس ساعدوا في إيواء عشرة أطفال يهود من الجنود النازيين. وصفتها ماي هيل أربوثنوت بأنها "مثيرة، ومضحكة للغاية في كثير من الأحيان ومليئة بشجاعة البشر المحترمين". 
في عام 1985 حُولت الرواية إلى فيلم باسم معجزة في مورو. 